# MVV Energie

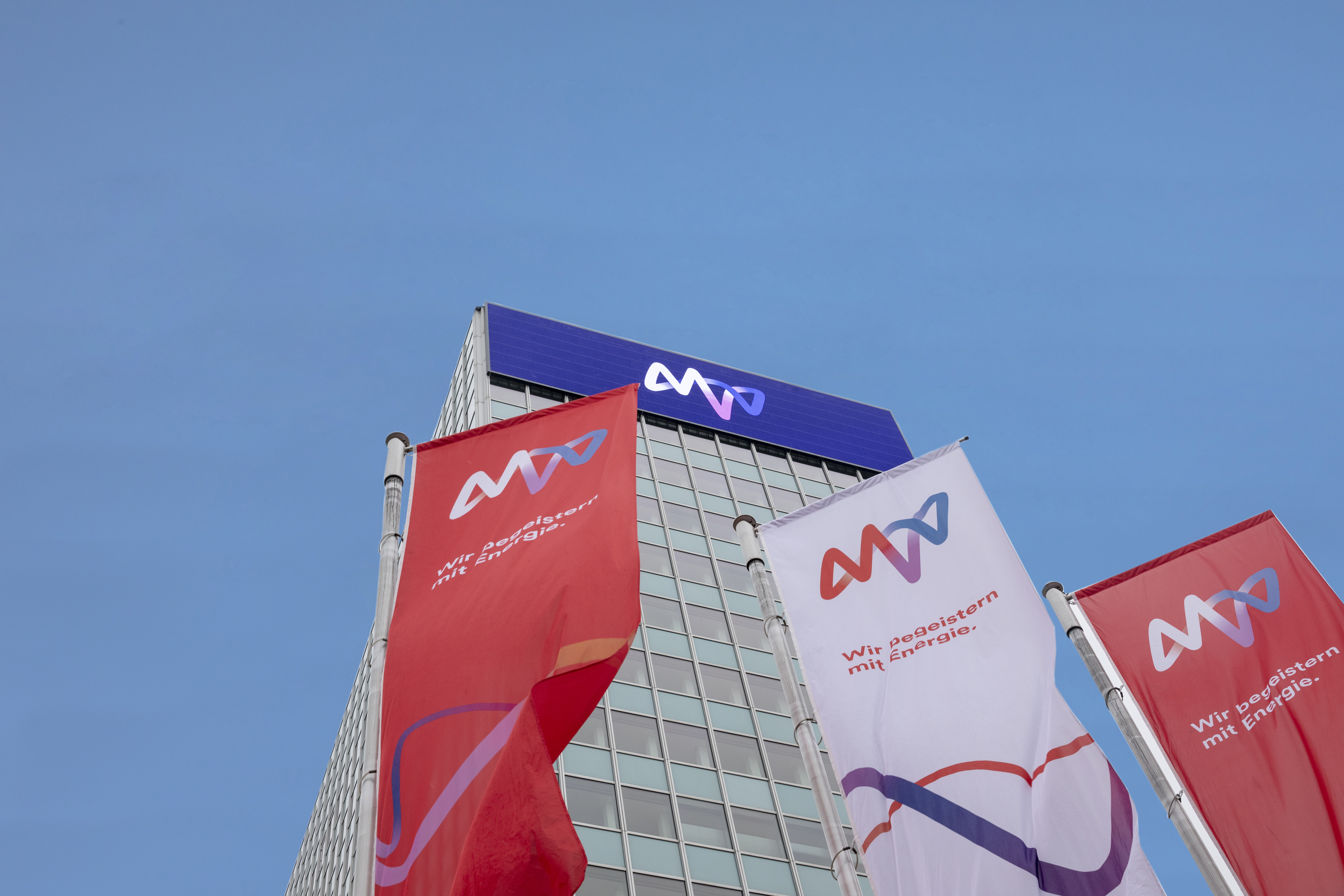
MVV Hochhaus

MVV Energie AG mit Sitz in Mannheim ist ein börsennotiertes, bundesweit und im europäischen Ausland tätiges Energieversorgungsunternehmen. Geschäftsaktivitäten umfassen das Strom-, Wärme-, Gas- und Wassergeschäft ebenso wie den Energiehandel, die thermische Abfallverwertung und das Energiedienstleistungsgeschäft. Hinzu kommen deutschlandweit Projektierung, Bau und Betrieb von Windenergie-, Biogas- und Biomasseanlagen sowie die Lieferung, Montage und Inbetriebnahme von Heizungen und Photovoltaikanlagen. Die MVV-Energie-Gruppe beschäftigt insgesamt knapp 6.650 Mitarbeiter (Stand: 2024).

## Geschichte und Aktionärsstruktur
1974 wurden die bisher als städtischer Eigenbetrieb geführten Mannheimer Stadtwerke in die Mannheimer Versorgungs- und Verkehrsgesellschaft mbH (MVV), heute MKB GmbH, ausgegliedert. Die einzelnen Betriebszweige wurden in neu gegründete Tochtergesellschaften gegliedert, von denen eine die neue Stadtwerke Mannheim AG (SMA) war. 1998 erfolgte die Umbenennung der SMA in MVV Energie.
Im März 1999 wurde das Unternehmen als erstes kommunales Versorgungsunternehmen durch einen Börsengang teilprivatisiert. Die Stadt Mannheim ist seither Mehrheitsaktionär. Im Oktober 2007 erwarb die Kölner RheinEnergie ein Aktienpaket in Höhe von 16,1 % von der Stadt Mannheim.
Im April 2020 stimmte der Gemeinderat Mannheim einer Veräußerung der Aktien der Rheinenergie an die FS DE Energy, einer Tochter des australischen Vermögensverwalters First State Investments, einstimmig zu. Anschließend machte die FS DE Energy ein Übernahmeangebot für die Aktien von Rheinenergie und EnBW und erwarb im Juni 2020 die MVV-Anteile.
First State Investments ist seither eine Tochtergesellschaft der Mitsubishi UFJ Trust and Banking Corporation (Mitsubishi UFJ Financial Group) und firmiert heute unter First Sentier Investors. 2023 beteiligt sich der Konzern Versicherungskammer mittelbar in Kooperation mit dem Asset Manager Igneo Infrastructure Partners mit 6,8 Prozent an der MVV Energie AG.

## Geschäftsfelder

### Erzeugung und Infrastruktur

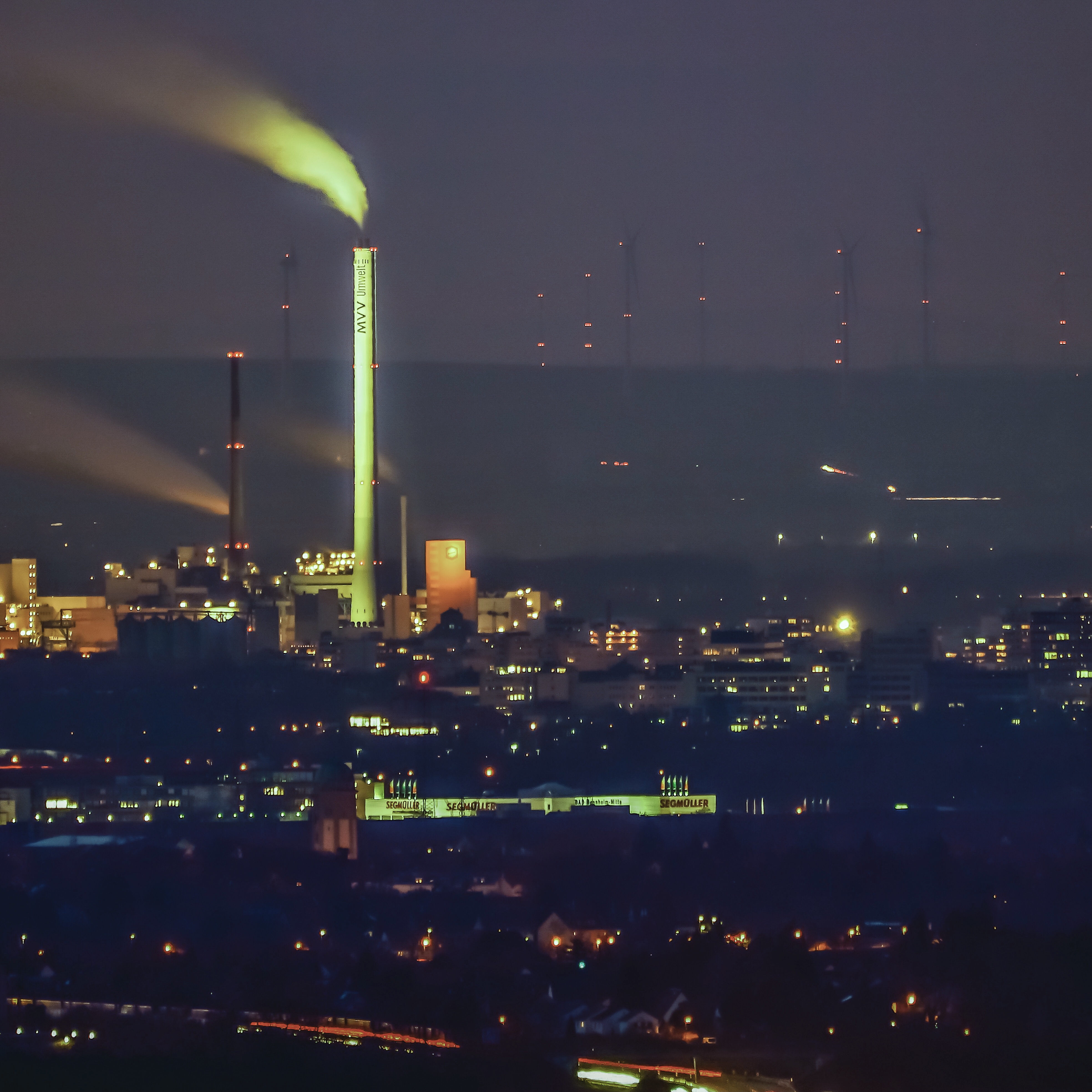
Heizkraftwerk Nord Mannheim bei Nacht

Die Unternehmen der MVV-Gruppe betreiben Erzeugungsanlagen für Strom, Fernwärme und Dampf. Dabei kommen außer konventionellen Heizkraftwerken auch mit Abfall und Biomasse gefeuerte Anlagen zum Einsatz, ferner Windkraftanlagen an Land sowie Anlagen zur Erzeugung von Biomethan, Strom und Wärme aus Biomasse.
Energie aus Abfall und Biomasse wird in thermischen Abfallverwertungsanlagen deutschlandweit an fünf Standorten sowie an Standorten in Großbritannien und Tschechien erzeugt.
Als Grundlage für die Verteilung von Energie und Wasser betreiben die als eigenständige Gesellschaften ausgegliederten MVV Netze GmbH (Mannheim), Energienetze Offenbach GmbH (Offenbach am Main) sowie SWKiel Netz GmbH (Kiel) Strom-, Gas-, Fernwärme- und Wassernetze.

### Handel- und Portfoliomanagement
Die Unternehmenstochter MVV Trading GmbH bündelt den Handel mit Energie und Emissionszertifikaten für die MVV Energie Gruppe.

### Vertrieb und Dienstleistungen
Die Unternehmen der MVV Energie Gruppe versorgen Endkunden (Privathaushalte, Gewerbe, Immobilienwirtschaft, Industrie) mit Strom, Wärme, Gas und Trinkwasser. Bei den Produktgruppen Strom und Erdgas umfasst das Angebot sowohl konventionelle als auch Produkte, die teilweise oder ganz aus nachweisbar nachhaltiger Erzeugung stammen.
Im Produkt Energiefonds Strom/Gas bietet das Unternehmen die strukturierte Beschaffung von Energie speziell für Industrie, Gewerbekunden, Filialisten und die Immobilienwirtschaft an. Für Industrie, Handel und Immobilienwirtschaft setzt MVV Energie Energieeffizienz-Dienstleistungen um. Außerdem ist das Unternehmen in der direkten Vermarktung von Strom tätig und ist Marktführer bei der Vermarktung von Strom aus PV-Anlagen. Zudem werden Heizungsanlagen (Pelletheizungen, Fernwärme-Kompakthausstationen, Gasbrennwertthermen und Wärmepumpen) sowie Photovoltaikanlagen geliefert, montiert und in Betrieb genommen. Hierfür hat das Unternehmen eigene Handwerkerteams.

## Beteiligungen
MVV Energie hält Beteiligungen an den Stadtwerken Kiel (51,0 %), der Energieversorgung Offenbach (48,5 %), den Stadtwerken Buchen (25,1 %), der Köthen Energie (100 %) sowie den Stadtwerken Sinsheim (30,0 %), Walldorf (25,1 %) und Schwetzingen (10,0 %). Hinzu kamen 15 Fernwärmegesellschaften in Tschechien. Diese wurden zum 9. Dezember 2022 an Cube Infrastructure Managers veräußert. Am Großkraftwerk Mannheim ist MVV Energie mit 28 % beteiligt.
Seit Oktober 2014 ist die Windwärts Energie GmbH Projektentwickler für Windkraftanlagen, eine 100%ige Tochter der MVV Energie Gruppe.
Ende 2014 hat MVV Energie im Rahmen einer Kapitalerhöhung 50,1 % der Aktien des Projektentwicklungsunternehmens Juwi übernommen. 2015 wurde der Anteil durch eine weitere Investition von 70 Millionen Euro auf 63 % aufgestockt. Ende 2018 übernahm die MVV Energie AG sämtliche Anteile an juwi. Im November 2014 wurde die Beegy GmbH gegründet. Beegy bietet Dienstleistungen und Produkte für intelligentes, dezentrales Energiemanagement an.
Seit Juni 2016 ist die MVV Energie AG über das Tochterunternehmen Enamic an enerix beteiligt. Das Franchisesystem Enerix ist eine bundesweit tätige Fachbetriebskette für dezentrale Energielösungen. Das Regensburger Unternehmen mit Standorten in Deutschland und Österreich wurde 2006 gegründet und hat sich auf den Vertrieb und die Installation von Energielösungen für Hausbesitzer und mittelständische Unternehmen spezialisiert.

### Unternehmensgruppe
Zur Unternehmensgruppe gehören zurzeit (Stand Juli 2023) folgende Unternehmen:
- MVV Umwelt GmbH
- MVV Enamic GmbH
- MVV Trading GmbH
- MVV Regioplan
- MVV Netze GmbH
- JUWI GmbH (vorher juwi AG & Windwärts Energie GmbH)
- beegy GmbH
- Soluvia Energy Services GmbH (51 %)
- Soluvia IT-Services GmbH (51 %)
- Energieversorgung Offenbach
- Stadtwerke Kiel AG
- Köthen Energie
- Stadtwerke Buchen (25,1 %)
- Stadtwerke Sinsheim (30 %)
- Stadtwerke Schwetzingen (10 %)
- Stadtwerke Walldorf (25,1 %)
- MVV Insurance Services GmbH (68,4 %)
- Grosskraftwerk Mannheim AG (28 %)
- Fernwärme Rhein-Neckar GmbH
- WVE Wasserver und -entsorgungsgesellschaft Schriesheim mbH (24,5 %)
- Zweckverband Wasserversorgung Kurpfalz (51 %)

## Jüngste Investitionen
MVV Environment Ltd., eine Tochter der MVV Umwelt GmbH, betreibt seit 2015 im britischen Plymouth eine thermische Abfallverwertungsanlage.
In Ridham Dock bei Sittingbourne (Kent) betreibt MVV Environment ein Biomassekraftwerk, das ebenfalls 2015 fertiggestellt wurde.
Nach der Biomethananlage im Zuckerdorf Klein Wanzleben (2012) speist seit 2014 eine zweite Biomethananlage in Kroppenstedt (beide Sachsen-Anhalt) nachhaltig erzeugtes Biomethan in das Erdgasnetz ein. 2015 gingen zwei weitere Biomethananlagen des Konzerns in Staßfurt und Barby (ebenfalls Sachsen-Anhalt) in Betrieb. Seit Ende 2017 betreibt MVV Environment Ltd. eine thermische Abfallverwertung im schottischen Dundee und errichtet parallel eine neue hochmoderne Anlage.
In Mannheim investierte MVV 2018 in den Anschluss des Heizkraftwerks Nord auf der Friesenheimer Insel an das bestehende Fernwärmenetz.
2019 wurde das Dienstleistungsunternehmen EnDaNet übernommen.

## Aktionäre und Börse
Die Aktionäre der MVV sind mit Stand 2023:
- 50,1 % Stadt Mannheim (mittelbar über die MKB Mannheimer Kommunalbeteiligungen)
- 45,08 % First Sentier Investors (vormals First State) und Versicherungskammer (mittelbar über die FS DE Energy GmbH)
- 4,82 % Streubesitz

Von 1999 bis 2013 gehörte das Unternehmen dem SDAX an.

## Regionales Engagement

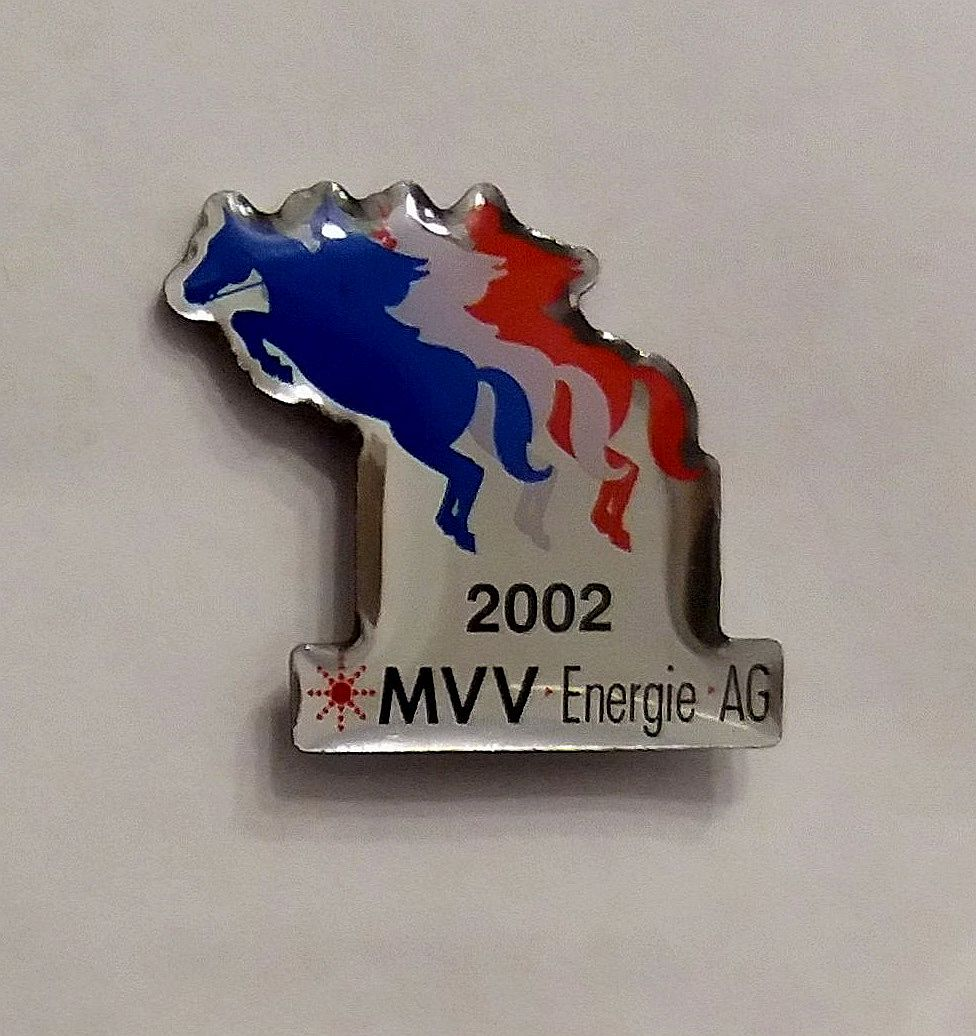
Anstecknadel der MVV Energie (2002)

Das Unternehmen unterstützt nicht nur größere Institutionen wie den SV Waldhof Mannheim, die Adler Mannheim, die TSG 1899 Hoffenheim, die Kunsthalle Mannheim und die Junge Oper am Nationaltheater Mannheim, sondern mit dem „Sponsoringfonds“  auch Vereine, Organisationen und Einrichtungen aus Mannheim und der Region. Schwerpunkt liegt hier auf der Nachwuchsförderung. Für Menschen, die unverschuldet in eine Notlage kommen und Rechnungen für Energie und Wasser nicht begleichen können, hat MVV Energie im Jahr 2007 einen Nothilfefonds geschaffen, der in Zusammenarbeit mit Wohlfahrtsverbänden und der Stadt Mannheim Gelder für schnelle, einmalige Hilfe zur Verfügung stellt.